# Gründleinsmühle
Die Gründleinsmühle (auch Paulusmühle) ist eine Getreidemühle in Obervolkach im unterfränkischen Landkreis Kitzingen. Sie liegt am Volkachbach und wird seit der frühen Neuzeit kontinuierlich betrieben.

## Geschichte
Die Gründleinsmühle wurde am Ende des 16. Jahrhunderts erstmals erwähnt. Wegen „des neuangefangenen Mühlwerks (…)“ hielt der Rat der Gemeinde Obervolkach am 21. Juli 1589 eine Sitzung ab. Eine neue Mühle war zumeist mit Umsatzeinbußen für die bereits existierenden Betriebe verbunden. Am 16. Oktober 1593 beschwerte sich die Gemeinde beim Gründleinsmüller. Dieser hatte den Bach gestaut und damit die anderen Mühlen überschwemmt.
Im 16. Jahrhundert gab es häufig Wasserstreitigkeiten, weil die Bevölkerung wuchs. Im 17. Jahrhundert wurde die Gründleinsmühle nicht mehr erwähnt, erst am 18. Dezember 1745 taucht sie wieder in den Quellen auf. Der Müller Peter Rösner hatte einen neuen Bach gegraben und der Volkacher Herrenmühle damit großen Schaden zugefügt. Er wurde dazu verpflichtet, den Bach wieder zuzuschütten.
Im Jahr 1773 erscheint die Mühle als Paulusmühle in den Quellen. 1874 wurde sie von Georg Schmitt erworben, der die Benennung rückgängig machte. Sie hieß fortan wieder Gründleinsmühle. Schmitt setzte auch durch, dass die Mühle von einer Lohn- in eine Handelsmühle umgewandelt wurde. Schmitt belieferte nun auch die Bäckereien und Melbereien der Umgebung.
Mit der Einheirat des Karl Englert aus Grünsfeld in Baden in die Familie des damaligen Gründleinsmüllers ging im Jahr 1905 die Modernisierung des Betriebes weiter. Ein Jahr später, 1906, schaffte man zwei Turbinen an, die das alte Wasserrad ersetzten. Nach dem Tod des Karl Englert übernahm 1928 sein Sohn die Mühle. Der Zweite Weltkrieg führte nicht zur Schließung der Mühle. Heute betreibt sie Jürgen Englert.

## Technik
Nachdem jahrhundertelang ein Wasserrad die Mühle angetrieben hatte, wurde es 1906 durch zwei Turbinen ersetzt. Im Jahr 1913 folgte der Einbau von Walzstühlen und Plansichtern, die das Mahlen noch effektiver machten. Bereits 1923 kaufte man einen Lastkraftwagen, der die Pferdefuhrwerke ersetzte. Zwei Jahre später, 1925, wurde ein Getreidelager angebaut. Fortan konnte das Getreide länger gelagert werden.
Nach dem Zweiten Weltkrieg riss die Familie Englert das alte Mühlengebäude ab und errichtete einen Neubau. Zusätzlich entstanden zwischen 1952 und 1954 Silos und große Werkhallen am Volkachbach. Im Jahr 1958 erweiterte man die Produktion um Tierfutter, um die Nachprodukte des Mehlvorgangs besser verwerten zu können. Daneben wurden in den 1980er Jahren Mehlvormischungen für Bäckereien angeboten.
Heute bietet die Mühle eine vielfältige Produktpalette an. Neben den klassischen Bäckereiprodukten aus Weizen, Roggen und Dinkel produziert die Gründleinsmühle Tierfutter im eigenen Kraftfutterwerk. Neben der Produkten für Pferde werden verschiedene Fischfutterpräparate in loser und gepresster Form hergestellt. Außerdem entsteht Geflügel-, Kaninchen-, Reh- und Rotwildfutter.